# Kuishinbo Kamen
Akinori Tsukioka (月岡 明則?, Tsukioka Akinori; Mima, 19 agosto 1975) è un wrestler giapponese.
È noto soprattutto per la sua gimmick del clown mascherato Kuishinbo Kamen  (くいしんぼう仮面?, Kuishinbō Kamen), mentre in passato è stato attivo anche con il ring name di Super Robo K.

## Carriera
Tsukioka compie il proprio debutto da professionista nel 1999, utilizzando inizialmente il suo vero nome alla International Wrestling Association of Japan. Al suo passaggio alla Osaka Pro Wrestling adotta la nuova gimmick di un goffo clown mascherato chiamato "Kuishinbo Kamen". Ben presto inizia una faida con un altro personaggio mascherato noto come Ebessan, il quale è in grado di battere per diventare il primo detentore dell'Osaka Meibutsu Sekaiichi Championship ("titolo della miglior attrazione di Osaka"). Il 29 giugno si aggiudica invece la cintura di campione battle royal, persa un mese dopo in un match del medesimo tipo. Il 2 febbraio 2003 gli screzi con Ebessan raggiungono una svolta cruciale: a seguito di una sconfitta Kamen perde sia il titolo precedentemente conquistato che la possibilità di esibirsi con la gimmick mascherata. Compie il suo ritorno la settimana seguente sotto le vesti di un nuovo personaggio, "Super Robo K", avente la gimmick di un robot umanoide dalle mosse macchinose. Dopo solamente alcuni mesi Tsukioka decide di ritornare come Kurishinbo Kamen, riconquistando poi il campionato Meibutso Sekaiichi il 21 febbraio 2004.
Nel marzo 2003, assieme ad altri rappresentanti dell'Osaka Pro Wrestling, compie una tournée negli Stati Uniti partecipando inizialmente alla World X-Cup 2004 promossa dalla Total Nonstop Action Wrestling (TNA). Forma quindi con Ebessan e Nosawa una squadra nota come "Team Japan", che andrà a perdere contro il Team NWA composto da Chris Sabin, Elix Skipper e Sonjay Dutt. I tre disputano anche una serie di incontri per la Revolution Pro Wrestling e la Pro Wrestling Guerrilla prima di fare ritorno in Giappone. Nel corso degli anni seguenti Kamen andrà nuovamente vincere più volte i titoli Meibutsu Sekaiichi e Battle Royal.
Il 6 giugno 2010 conquista con Ebessan III e Kanjyuro Matsuyama i titoli a tre UWA, ai danni di Atsushi Kotoge, Daisuke Harada e Takoyakida. Il loro regno dura solamente sei giorni poiché i tre vengono sconfitti poco più tardi dai Tokyo Gurentai (Fujita, Mazada e Nosawa).

## Personaggio

### Mosse finali
- Cancun Tornado[4][5][6] (Diving corkscrew moonsault)[4]

### Manager
- Peckey

## Titoli e riconoscimenti
- Dramatic Dream Team
  - Ironman Heavymetalweight Championship (2)[7]

- Osaka Pro Wrestling
  - Osaka Meibutsu Sekaiichi Championship (5, primo, attuale)[1]
  - Osaka Pro Wrestling Battle Royal Championship (4)[2]
  - Osaka Pro Wrestling Owarai Championship (2)[8]
  - UWA World Trios Championship (1) - con Ebessan (III) e Kanjyuro Matsuyama[3]
  - FM Osaka Cup 1 Day Six Man Tag Tournament (2009) - con Ebessan (III) e Kanjyuro Matsuyama